# Yreka
Yreka is een plaats (city) in de Amerikaanse staat Californië, en valt bestuurlijk gezien onder Siskiyou County.

## Demografie
Bij de volkstelling in 2000 werd het aantal inwoners vastgesteld op 7290.
In 2006 is het aantal inwoners door het United States Census Bureau geschat op 7502, een stijging van 212 (2.9%).

## Geografie
Volgens het United States Census Bureau beslaat de plaats een oppervlakte van
26,0 km², waarvan 25,8 km² land en 0,2 km² water. Yreka ligt op ongeveer 788 m boven zeeniveau.

## Plaatsen in de nabije omgeving
De onderstaande figuur toont nabijgelegen plaatsen in een straal van 32 km rond Yreka.